# Узбекистан на летних Паралимпийских играх 2020
Узбекистан на Летних Паралимпийских играх 2020 был представлен в восьми видах спорта. Сборную Узбекистана на Играх представляли 44 спортсмена. Паралимпийцы Узбекистана завоевали 55 лицензий по 8 видам спорта, что стало рекордным показателем для страны.
Так же, как и на Олимпийских играх, на Паралимпийских играх в Токио, были внесены изменения в протокол церемоний открытия и закрытия Игр, согласно которым у национальных олимпийских комитетов появилась возможность заявить в качестве знаменосцев одного мужчину и одну женщину. Таким образом, знаменосцами сборной Узбекистана на открытии были объявлены пара-легкоатлеты Мухаммад Рихсимов и Нурхон Курбанова. Однако позже, по прибытии в Токио 21 августа, членам делегации Узбекистана сделали тесты на коронавирус, которые показали положительный результат у парадзюдоиста и тренера. Из-за того, что знаменосец Нурхон Курбонова находилась рядом с ними в самолёте, она также была помещена на карантин в качестве меры предосторожности согласно требованиям Международного паралимпийского комитета и правительства Японии. Её заменила параканоистка Шахноза Мирзаева.

## Медали
| Золото  |                         |                                                             |            |
| №       | Спортсмены              | Вид спорта (дисциплина)                                     | Дата       |
| 1       | Учкун Куранбаев         | Дзюдо (до 66 кг, мужчины)                                   | 27 августа |
| 2       | Нозимахон Каюмова       | Лёгкая атлетика (метание копья — F13, женщины)              | 28 августа |
| 3       | Мохигул Хамдамова       | Лёгкая атлетика (метание диска — F57, женщины)              | 28 августа |
| 4       | Фируз Саидов            | Дзюдо (до 73 кг, мужчины)                                   | 28 августа |
| 5       | Бобиржон Омонов         | Лёгкая атлетика (толкание ядра — F41, мужчины)              | 30 августа |
| 6       | Хусниддин Норбеков      | Лёгкая атлетика (толкание ядра — F35, мужчины)              | 2 сентября |
| 7       | Сафия Бурханова         | Лёгкая атлетика (толкание ядра — F12, женщины)              | 3 сентября |
| 8       | Гулжаной Наимова        | Тхэквондо (свыше 58 кг, женщины)                            | 4 сентября |
| Серебро |                         |                                                             |            |
| №       | Спортсмены              | Вид спорта (дисциплина)                                     | Дата       |
| 1       | Асила Мирзаёрова        | Лёгкая атлетика (прыжки в длину — T11, женщины)             | 27 августа |
| 2       | Руза Кузиева            | Пауэрлифтинг (до 61 кг, женщины)                            | 28 августа |
| 3       | Парвина Самандарова     | Дзюдо (до 57 кг, женщины)                                   | 28 августа |
| 4       | Давурхон Кароматов      | Дзюдо (до 81 кг, мужчины)                                   | 28 августа |
| 5       | Нурхон Курбанова        | Лёгкая атлетика (метание копья — F54, женщины)              | 4 сентября |
| Бронза  |                         |                                                             |            |
| №       | Спортсмены              | Вид спорта (дисциплина)                                     | Дата       |
| 1       | Ислам Асланов           | Плавание (100 метров баттерфляем— S13, мужчины)             | 25 августа |
| 2       | Элбек Султонов          | Лёгкая атлетика (толкание ядра — F12, мужчины)              | 28 августа |
| 3       | Нафиса Шерипбаева       | Дзюдо (до 63 кг, женщины)                                   | 28 августа |
| 4       | Шариф Халилов           | Дзюдо (до 100 кг, мужчины)                                  | 29 августа |
| 5       | Нурхон Курбанова        | Лёгкая атлетика (толкание ядра — F54, женщины)              | 30 августа |
| 6       | Шохсанамхон Тошпулатова | Плавание (200 метров комплексным плаванием — SM13, женщины) | 30 августа |

| Медали по видам спорта | Медали по видам спорта | Медали по видам спорта | Медали по видам спорта | Медали по видам спорта |
| ---------------------- | ---------------------- | ---------------------- | ---------------------- | ---------------------- |
| Вид спорта             | 1                      | 2                      | 3                      | Итого                  |
| Лёгкая атлетика        | 5                      | 2                      | 2                      | 9                      |
| Дзюдо                  | 2                      | 2                      | 2                      | 6                      |
| Тхэквондо              | 1                      | 0                      | 0                      | 1                      |
| Пауэрлифтинг           | 0                      | 1                      | 0                      | 1                      |
| Плавание               | 0                      | 0                      | 2                      | 2                      |
| Всего                  | 8                      | 5                      | 6                      | 19                     |

| Медали по дням | Медали по дням | Медали по дням | Медали по дням | Медали по дням |
| -------------- | -------------- | -------------- | -------------- | -------------- |
| Дата           | 1              | 2              | 3              | Итого          |
| 25 августа     | 0              | 0              | 1              | 1              |
| 27 августа     | 1              | 1              | 0              | 2              |
| 28 августа     | 3              | 3              | 2              | 8              |
| 29 августа     | 0              | 0              | 1              | 1              |
| 30 августа     | 1              | 0              | 2              | 3              |
| 2 сентября     | 1              | 0              | 0              | 1              |
| 3 сентября     | 1              | 0              | 0              | 1              |
| 4 сентября     | 1              | 1              | 0              | 2              |
| Всего          | 8              | 5              | 6              | 19             |

| Медали по полу | Медали по полу | Медали по полу | Медали по полу | Медали по полу |
| -------------- | -------------- | -------------- | -------------- | -------------- |
| Пол            | 1              | 2              | 3              | Итого          |
| Мужчины        | 4              | 1              | 3              | 8              |
| Женщины        | 4              | 4              | 3              | 11             |
| Всего          | 8              | 5              | 6              | 19             |